# Gourette
Gourette (en occitano : Goreta) es una estación de esquí situada en los Pirineos, en el departamento de Pirineos Atlánticos, en la región Nueva-Aquitania, en Francia. Se encuentra a 50 km de la frontera española por el portalet.
Hace parte de la comuna de Eaux-Bonnes (en occitano : Aigas Bonas). El centro invernal de mediano tamaño está en la via del puerto de Aubisque. La estación tiene 140 hectáreas y 42 kilómetros de pistas balizadas. Sus cotas van desde los 1350 hasta los 2450 metros.

## Descripción
Gourette cuenta con pistas amplias y abiertas, exigentes en su mayoría. También dispone de bajadas entre árboles en la parte baja y una amplia zona de debutantes. 

La estación, de orientación norte, dispone durante toda la temporada de abundantes precipitaciones (debido a su situación en el pirineo occidental). Todo ello asegura grandes espesores de nieve los años fríos. Esta condición, junto a su extensión, a sus más de 1000 metros de desnivel, a la escasa masificación y a la buena situación de la urbanización hacen de ella una de las estaciones de esquí más apreciadas para el esquí familiar.

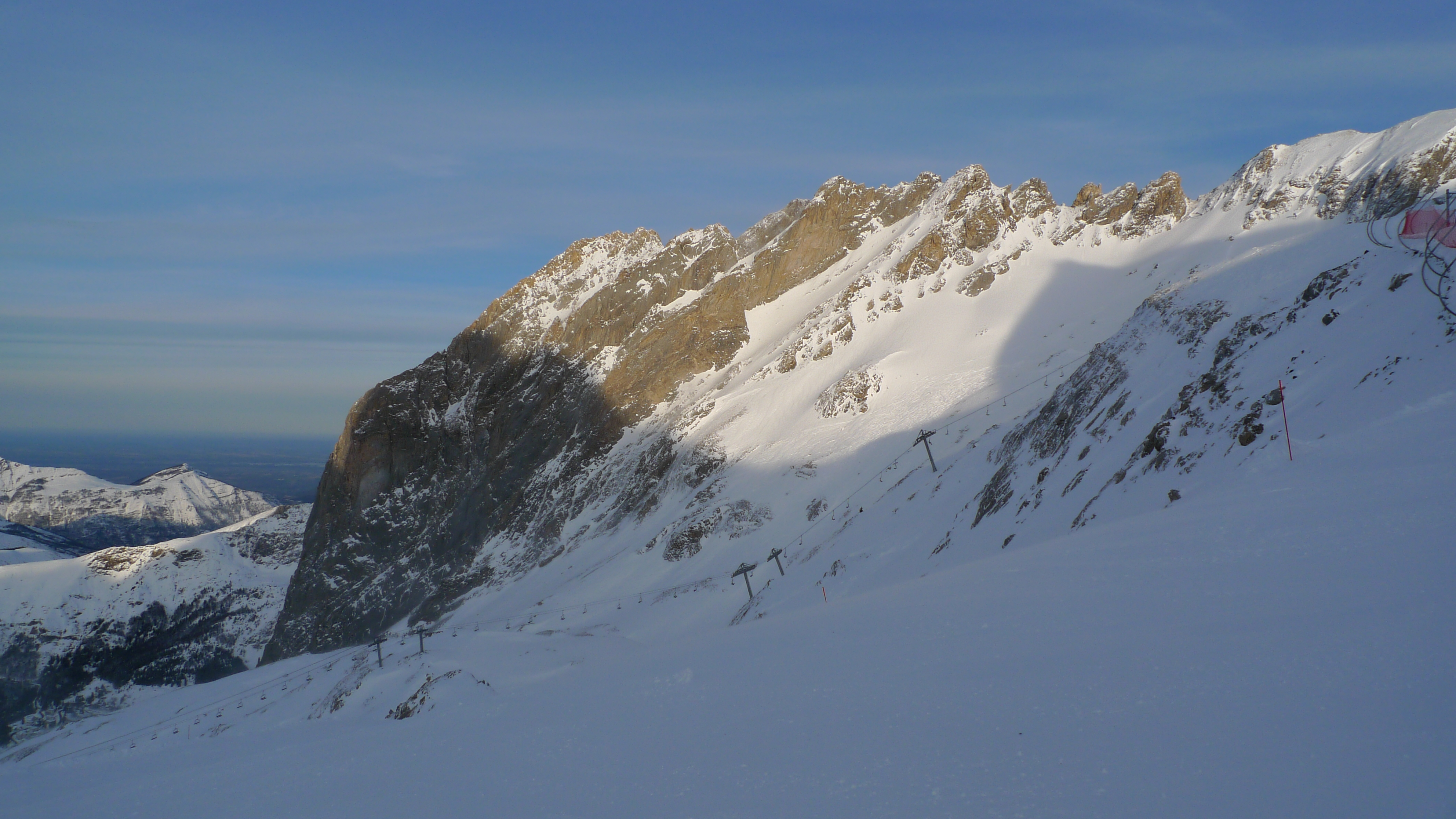
La Pène Medaa, en lo alto de las pistas
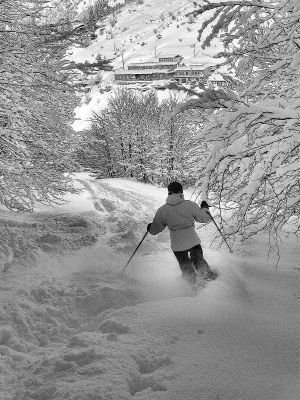
Muchas áreas boscosas en la parte inferior de la estación
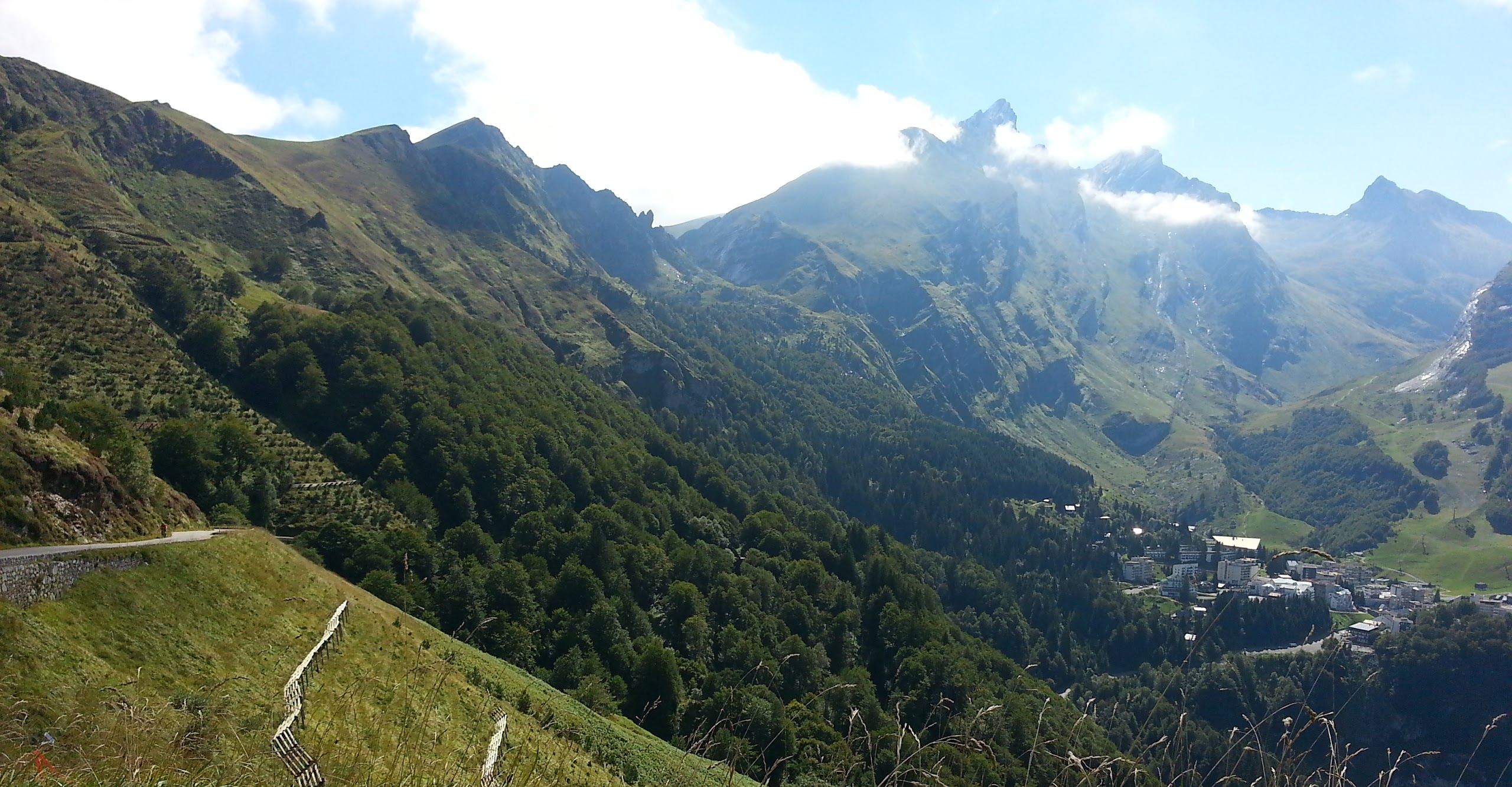
Rutas de senderismo muy variadas en los alrededores de Gourette

## Ciclismo
La estación y su urbanización son conocidas por ser un famoso puerto de montaña en el Tour de Francia : el Col d'Aubisque.

## Historia
Gourette está situada en la via de los baños termales de los Pirineos, abierta por el impulso de Napoleón III y Eugenia de Montijo a partir de 1859 para enlazar Eaux-Bonnes y Bagnères-de-Bigorre por los puertos de Aubisque y Soulor.

### El paisaje de las minas

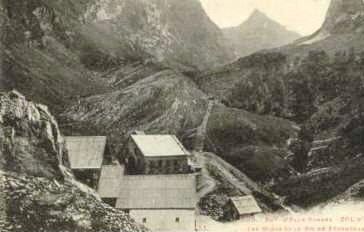
El ferrocarril aéreo, hacia 1910.

En 1881, el consejo municipal de Eaux-Bonnes para tener una nueva fuente de ingresos , autoriza la explotación del mineral por la Société des Mines d'Arre.
En el invierno de 1882-1883, 33 obreros trabajaban a 2100m de altitud, cuando una avalancha mató a 16 de ellos, trece de ellos italianos. El depósito de Arre fue abandonado tres años después, y el de Anglas fue abierto.
En 1890, una centena de obradores trabajan a la explotación de los diversos depósitos. Una vía de ferrocarril fue elevada para aclarar el mineral de 3 kilómetros a lo largo del río Valentin hasta el circo de Gourette. Alrededor de 40 toneladas de mineral salían por entonces de Gourette todos los días antes de ser trasladadas a Laruns desde donde se embarca por ferrocarril hacia Bayona, Inglaterra o España. Las minas seguirían operando de forma episódica hasta 1916.

### Gourette y el esquí
La primera vez que el esquí fue practicado en los Pirineos fue en noviembre de 1903 por Henri Sallenave en la meseta de Benou, en el Valle de Ossau.

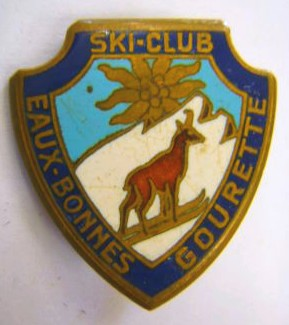
Insignia del club de esquí, hasta 1930

#### El nacimiento de una estación de esquí en los años 1930
En 1930, la estación fue desarrollada por la llegada de la electricidad y el teléfono. La via ha tenido un nuevo revestimiento, con paravalanchas asegurando el acceso de los autocares de Laruns, Pau y Burdeos.
Los hoteles fueron construidos tomando las mejores vistas. Fueron monopolizados por la clientela de Burdeos.

#### El desarrollo turístico del fin delsigloXX
En el fin de los años 1960, un complejo estacionamiento/espacio peatonal/tiendas/alojamientos se construye en el centro del circo natural. El torrente del Valentin fue canalizado. Numerosos servicios se establecen como cine, gendarmería e iglesia.
Pero después, la estación sufre de la ausencia de mantenimiento y de inversiones irregulares

#### Una nueva era en los años 2000
En 2000, la estación se embarcó en una ambiciosa política de reconquista :
- Renovación y sustitución de los remontes, extensión de nieve artificial con la creación de nuevos embalses y la instalación de cañones de nieve
- Renovación de los alojamientos
- Mejor tráfico y estacionamiento
- Plan de reforestación y restauración ambiental

En 2001, el Consejo General de los Pirineos-Atlánticos invierte varios millones de euros en la modernización de las instalaciones y la remodelación de las pistas para mejores condiciones de deslizamiento. En 2004, todo el frente de nieve fue remodelado, y cuatro remontes fueron construidos, en un proyecto de verano muy importante.

#### La crisis de los años 2010
En los años 2010, la estación continua las inversiones en nuevas pistas, la amelioración del frente de nieve y un nuevo remonte que conecta la estación directamente con los aparcamientos situados debajo en el valle.
El 1 de febrero de 2015, una avalancha destruye el remonte de Fontaines de Cotch y un generador eléctrico. Este destrucción en un contexto general donde la frecuentación turística de Gourette disminuye fuertemente provoca así nuevas reflexiones sobre el futuro de la estación y el desarrollo de sectores actuales y nuevos, como el sector de Anglas, o incluso la conexión con la vecina estación de Artouste apoyado en particular por una asociación local.